# Přehradní nádrž Vilšany
Přehradní nádrž Vilšany se nachází na řece Terebla nad obcí Vilšany (Вільшани), v okrese Chust v Zakarpatské oblasti na Ukrajině.

## Popis
Jezero má délku asi deset kilometrů, šířku 500 metrů a plochu 0,8 km². Hloubka jezera dosahuje 8 metrů a objem 24 miliónů m³. Přehrada nemá výpustě, pokud je překročena maximální přípustná hladina, voda volně přetéká přelivem přehrady.
Z přehrady je voda odváděna derivačním tunelem do hydroelektrárny na řece Rika
Jezero bylo původně využíváno k rekreaci.